# Ранковське
Ранковське (пол. Rankowskie) — село в Польщі, у гміні Ужендув Красницького повіту Люблінського воєводства.
Населення — 483 особи (2011).

## Демографія
Демографічна структура станом на 31 березня 2011 року:
|          | Загалом | Допрацездатний вік | Працездатний вік | Постпрацездатний вік |
| -------- | ------- | ------------------ | ---------------- | -------------------- |
| Чоловіки | 247     | 57                 | 161              | 29                   |
| Жінки    | 236     | 51                 | 136              | 49                   |
| Разом    | 483     | 108                | 297              | 78                   |